# Yazawin Kyaw
Maha Thanmada Wuntha (birm. မဟာသမ္မတဝံသ /məhà θàɴməda̰ wʊ̀ɴθa̰/; pali Maha Sammata Vamsa), znana też pod bardziej popularną nazwą Yazawin Kyaw (birm. ရာဇဝင် ကျော် /jàzəwɪ̀ɴ tɕɔ̀/, pol. Znakomita Kronika) - pochodząca z początku XVI wieku kronika birmańska opisująca historię religijną buddyzmu oraz historię Birmy.
Autorem napisanej w dwóch częściach kroniki jest Shin Maha Thilawuntha, słynny w swoich czasach wykształcony mnich, autor i poeta. Napisana w roku 1502 część pierwsza jest przede wszystkim dokumentem dotyczącym historii religijnej, w dużej mierze birmańskojęzyczną wersją Mahavamsy i Dipavamsy. Treść tej części koncentruje się na królach starożytnych Indii i Cejlonu, przedstawianych w zgodnie z buddyjską mitologią i historią. W roku 1520 autor dodał suplement skupiający się na królach Birmy począwszy od roku 1496. Ogółem, tylko 1/7 całej pracy dotyczy birmańskich królów, tak jakby celem jej powstania nie miało być miarodajne, całościowe przedstawienie historii. Sam autor stwierdził, że kronika dworu Ava powstała już wcześniej.